# Волкова, Елена Васильевна (философ)
Елена Васильевна Волкова (1927—2014) — советский и российский философ, доктор философских наук, профессор философского факультета МГУ, заслуженный профессор МГУ.
Специалист по отечественной эстетике, взаимосвязи философской эстетики с конкретными науками об искусстве, классических и неклассических теорий в эстетике XX в. и, соответственно, — классического и неклассического начал в художественной практике.

## Образование и научно-преподавательская деятельность
Волкова Елена Васильевна родилась 21 июня 1927 года в городе Горки, Белоруссия. В 1949 году она с отличием оканчивает филологический факультет Московского государственного педагогического института. Защита кандидатской диссертации «Художественная проза В. Каверина» на степень кандидата филологических наук (1965). В 1976 году её награждают нагрудным знаком Минвуза СССР «За отличные успехи в работе». Защита докторской диссертации «Философско-эстетический анализ произведения искусства» (1978).
Профессор кафедры эстетики философского факультета МГУ (с 1980). Дипломы Всесоюзного конкурса: за брошюру «Зритель и музей» (1989 ), за лучшее произведение научно-популярной литературы (1990). В 1998 году вышла в свет её книга «Трагический парадокс Варлама Шаламова», которая, по мнению И. П. Сиротинской, была прекрасной  работой «по своему глубокому пониманию текстов Шаламова».

## Научные интересы
К области научных интересов Волковой Елены Васильевны относятся:
- история отечественной и немецкой эстетики XIX-XX вв.
- проблемы искусства в системе художественной культуры
- взаимодействия классического и неклассического в художественных и теоретических исканиях XX века и другие

## Спецкурсы и преподавательская деятельность
В рамках преподавательской деятельности она читала курсы следующие курсы:
- «История эстетических учений»
- «Эстетика ОПОЯЗа и вокруг нее»
- «Парадоксы катарсиса в искусстве XX века»
- «Эстетика М.Бахтина в контексте культуры».
- «Философия искусства Гегеля и современность»
- «Эстетическое восприятие в европейских теориях XVIII-XIX вв.»
- «Искусство в системе культуры».
- Общие курсы лекций по истории и теории эстетики на разных факультетах МГУ.

За время работы Волкова Елена Васильевна подготовила 42 кандидата и 2 докторов наук.

## Научные работы
За время своей работы Волкова Елена Васильевна опубликовала более 85 научных работ. К ним, например, относятся:
- Произведение искусства - предмет эстетического анализа (1976);
- Проблема содержания и формы в искусстве (1976);
- Эстетика и искусствоведение (1986);
- Произведение искусства в мире художественной культуры (1988);
- Зритель и музей (1989);
- Эстетика М.Бахтина (1990);
- Трагический парадокс Варлаама Шаламова. М., 1998;
- Трагическая вина // Вопросы философии № 11, 2001;
- Пространство символа и символ пространства в работах Ю.М. Лотмана // Вопросы философии №11, 2002.
- Методологические уроки Ю. М. Лоцмана и преподавание эстетики, Вестник Московского университета, серия 7, философия, №4 (2007)